# Cheval de Megève
Le cheval de Megève est un type de chevaux carrossiers propre à la région de Megève, en Haute-Savoie. Il n'est pas officiellement reconnu comme une race. 

## Histoire
En patois local, « cheval » se dit stevo.
L'élevage de ces chevaux est le fruit d'une collaboration entre services communaux, haras nationaux et chambre d'agriculture locale,. Les éleveurs mégevans ont reconstitué un type de cheval qui existait par le passé,, et qu'ils utilisaient pour les travaux de ferme et le transport du bois. D'après Amélie Tsaag Valren, cette race était surnommée « petite comtoise » et provenait de la même souche que le Comtois et le Franches-Montagnes. La sélection de la race comtoise pour la viande à partir des années 1970 a entraîné la perte de la race petite comtoise.
Une association se constitue en avril 1997 pour promouvoir ces chevaux. Le type de chevaux reconstitué provient d'un croisement entre des juments comtoises et des étalons Franches-Montagnes,,. La Grande Récession de 2008 a fait stagner l'élevage. Cependant, en 2011, le cheval de Megève figure parmi trois types de chevaux français en attente de reconnaissance.
Lors de son assemblée générale de 2018, le Syndicat hippique et mulassier du Haut-Faucigny débat longuement de sa volonté de faire reconnaître officiellement cette race locale, qui existe dans les faits mais sans être reconnue en France.

## Description
Il présente le modèle du cheval à deux fins et du trait léger. Il mesure d'1,55 à 1,60 m, pour environ 600 kg,,. 
Du fait que la race n'est pas reconnue, elle n'a aucun standard officiel. Il est néanmoins assez « rond ». Le poitrail est large, et la croupe puissante. Les membres sont forts. 
La robe est généralement baie, plus rarement alezane. Des marques blanches sont possibles. Le tempérament est très facile et calme, du fait de l'influence des deux races parentes,. C'est aussi un cheval rustique.

## Utilisations
C'est un cheval de montagne polyvalent. Cette race est utilisée aussi bien sous la selle qu'en attelage. Elle est apte au travail forestier, à la randonnée et aux diverses activités d'attelage.

## Diffusion de l'élevage
La race est propre à la Haute-Savoie, et plus particulièrement aux alentours du village de Megève. En 2016 comme en 2018, le cheptel total est d'environ 150 chevaux. L'éleveur François Duvillard, localisé a Demi-Quartier près de Megève, élève 25 chevaux de cette race dans sa ferme.
Un concours de poulains est organisé chaque année en août sur l'esplanade du palais des sports de Megève.